# Loranca
Loranca – stacja metra w Madrycie, na linii 12. Znajduje się w Fuenlabrada i zlokalizowana jest pomiędzy stacjami Manuela Malasaña i Hospital de Fuenlabrada. Została otwarta 11 kwietnia 2003 roku.